# アイドルマスター ポップリンクス
『アイドルマスター ポップリンクス』はバンダイナムコエンターテインメントより配信されたスマートフォン向けゲームアプリ。サービス期間は2021年1月21日 - 2022年7月21日。基本プレイ無料（アイテム課金制）。「アイドルマスターシリーズ」の一作。
略称は『ポプマス』。キャッチコピーは『彩（いろ）とりどり、はじける輝き。』

## 概要
本作は2020年11月8日にバンダイナムコエンターテインメントが行った発表会で明らかにされたもので、「アイドルマスターシリーズ」初のパズルゲーム作品。「オリジナルユニット育成&ライブパズルゲーム」として、「アイドルマスターシリーズ」のアイドル達が3人のユニットを組み、「ポップリンクス フェスティバル」という大型ライブが行われるという設定の下、プロデュースを行うもの。
『アイドルマスター』（765PRO ALLSTARS）、『シンデレラガールズ』『ミリオンライブ！』『SideM』『シャイニーカラーズ』の5ブランドが集結する初のアプリケーション作品となる。
同年12月4日から7日にかけてAndroidのみを対象としたオープンβテストを経て、2021年1月21日にサービスが開始された。
2022年7月21日をもってサービスを終了した。

## ゲームシステム

### ライブ
- 画面内いっぱいに配置された音符の内、同じ色のものを（違う色のものとぶつからないように）スライドで繋いで消去し、スコアを稼いでいく、ツムツムに近い基本ルールである。
  - 音符は赤、青、黄、緑、紫の5色。時折現れる大きな音符は、普通の音符3個分に相当する。
  - 最初と最後の音符を繋いで環状にする「ループ」で、囲った範囲内にある同じ色の音符を一度に消去できる。
  - 7個以上の音符を繋いで消すと「ボム」が発生し、ボムをタップすると周囲の音符が消える。
- アイドルには「スキル」をセットすることができる。スキル毎に決まった色の音符を消すことでスキルゲージが溜まり、ゲージが満タンになったアイドルをタップすることでスキルを発動する。効果は「特定条件の音符を消す」「特定の色の音符が出現しやすくなる」「特定条件の音符を一色に染める」など様々。
  - セットできるスキルは属性毎に異なる。
- 画面内には「カガヤキ」があり、なぞったりループの中に入れたりすることで集めることができる。集めると「ハコユレゲージ」が溜まり、ゲージが満タンになると「ユニットアピール」を発動して全ての音符を消すことができる。
- 制限時間は、基本的に1分間。

### ポップリンクスフェス
獲得ファン数が一定数に達するたびに開放される、ランクアップのために必要なライブ。
従来のライブとは別にミッションが用意されており、そのミッションをすべてクリアすることでランクアップすることができる。

### 育成
- アイドルのパラメーターは「ボーカル(Vo.)」、「ダンス(Da.)」、「ビジュアル(Vi.)」の3種類。
- ゲームクリア時などに経験値が手に入り、アイドルのレベルがアップすることがある。
- 同じアイドルを複数入手などすると「限界突破ゲージ」が溜まり、満タンの時は「限界突破」が可能。パラメータや上限レベルが上がる。
- 「コーチング」では、CP（コーチングポイント）を消費してユニットのパラメータを伸ばすことができる。
  - コーチングの画面はすごろくのように広がっており、CPやアイテムを消費して1マスずつ進んでいく。
  - ユニットが獲得できるアピール値には上限があるが、限界突破やサポートアイドルのマスを通ることで上限値を上げることができる。
  - コーチングのマスはアピール値アップの他にも、アクセサリーやドレスアップパーツなどさまざま。

### ジャケット
各ユニットにはそれぞれ1枚ずつ、ジャケットを作成することができる。ジャケットを装飾するパーツはライブやミッションのクリア報酬で獲得することができる。

### ランキング
週毎に変わるライブの成績を、約20人のグループで競う。期間終了後、順位に応じた報酬が獲得できるほか、期間中のハイスコアに応じて追加報酬を獲得できる。

### スカウト
ガシャ機能。ポップジュエルを使うことで引ける「プラチナガシャ」と、マニーを使うことで引ける「マニーガシャ」がある。また、ガシャとは別にポップジュエルを使うことで特定のアイドルを1人入手できる「スカウト」がある。

### トレーニング
アイドルを選択してトレーニングすることができる。時間経過で経験値と報酬を獲得する。ポップジュエルかトレーニングチケットを使用することで時間の短縮ができる。また、同僚にサポートをお願いすることでトレーニングチケットを獲得することができる場合がある。

### ショップ
ポップジュエルの購入（有料）や日替わりのアイテムをマニーで購入できる「マニーショップ」がある。

### お仕事
スタミナを消費することでユニットをお仕事に送り出すことができる。お仕事を終了するとライブと同様にアイテムなどの報酬を獲得できる。
ライブとお仕事をこなすことでファンを増やすことができ、それに伴って知名度をアップさせていく。

### 楽曲
ゲーム中では特定の条件下で設定した楽曲が流れるようになっている。5作品の様々な楽曲の他、本作オリジナルの楽曲も含まれる。楽曲はランクアップ時やゲームクリア時の報酬などで手に入る。

### 同僚
フレンド機能。同僚になることで、お互いの今週のハイスコアを確認したり、スタミナを贈り合ったり、トレーニングのサポートをすることができる。
また、QRコードを使うことで近くのプレイヤーと「同僚+」になることができる。同僚+になることで同僚人数の上限を増やすことができる。

## 登場アイドル
「アイドルマスターシリーズ」の各作品からアイドルが登場しており、プレイヤーが自由に3名のアイドルを選択し、ユニットを組むことができる。
リリース時点では75名のアイドルが登場し、以降も順次追加された。本項では公式サイトでの並び順に合わせ、50音順に表記。追加キャラに関しては追加順に表記。最終実装キャラクター数は174名（アイドルマスター：13名、シンデレラガールズ：71名（内ボイス実装キャラ48名）、ミリオンライブ！：30名、SideM：41名、シャイニーカラーズ：19名）
| 名前                  | 読み                           | 声優              | 属性   | 出典                                | 実装日                     |
| --------------------- | ------------------------------ | ----------------- | ------ | ----------------------------------- | -------------------------- |
| 秋月律子              | あきづき りつこ                | 若林直美          | 月・雷 | アイドルマスター                    | 2021年1月21日 （初期実装） |
| 天海春香              | あまみ はるか                  | 中村繪里子        | 花・海 | アイドルマスター                    | 2021年1月21日 （初期実装） |
| 我那覇響              | がなは ひびき                  | 沼倉愛美          | 風・海 | アイドルマスター                    | 2021年1月21日 （初期実装） |
| 菊地真                | きくち まこと                  | 平田宏美          | 炎・夢 | アイドルマスター                    | 2021年1月21日 （初期実装） |
| 如月千早              | きさらぎ ちはや                | 今井麻美          | 空・虹 | アイドルマスター                    | 2021年1月21日 （初期実装） |
| 四条貴音              | しじょう たかね                | 原由実            | 空・月 | アイドルマスター                    | 2021年1月21日 （初期実装） |
| 高槻やよい            | たかつき やよい                | 仁後真耶子        | 天・光 | アイドルマスター                    | 2021年1月21日 （初期実装） |
| 萩原雪歩              | はぎわら ゆきほ                | 浅倉杏美          | 雪・光 | アイドルマスター                    | 2021年1月21日 （初期実装） |
| 双海亜美              | ふたみ あみ                    | 下田麻美          | 炎・虹 | アイドルマスター                    | 2021年1月21日 （初期実装） |
| 双海真美              | ふたみ まみ                    | 下田麻美          | 月・虹 | アイドルマスター                    | 2021年1月21日 （初期実装） |
| 星井美希              | ほしい みき                    | 長谷川明子        | 月・星 | アイドルマスター                    | 2021年1月21日 （初期実装） |
| 三浦あずさ            | みうら あずさ                  | たかはし智秋      | 花・愛 | アイドルマスター                    | 2021年1月21日 （初期実装） |
| 水瀬伊織              | みなせ いおり                  | 釘宮理恵          | 雷・海 | アイドルマスター                    | 2021年1月21日 （初期実装） |
| 浅利七海              | あさり ななみ                  | -                 | 天・海 | アイドルマスター シンデレラガールズ | 2021年1月21日 （初期実装） |
| アナスタシア          | -                              | 上坂すみれ        | 空・雪 | アイドルマスター シンデレラガールズ | 2021年1月21日 （初期実装） |
| 池袋晶葉              | いけぶくろ あきは              | -                 | 月・雷 | アイドルマスター シンデレラガールズ | 2021年1月21日 （初期実装） |
| 一ノ瀬志希            | いちのせ しき                  | 藍原ことみ        | 虹・雷 | アイドルマスター シンデレラガールズ | 2021年1月21日 （初期実装） |
| 大石泉                | おおいし いずみ                | -                 | 空・海 | アイドルマスター シンデレラガールズ | 2021年1月21日 （初期実装） |
| 大沼くるみ            | おおぬま くるみ                | -                 | 海・愛 | アイドルマスター シンデレラガールズ | 2021年1月21日 （初期実装） |
| 財前時子              | ざいぜん ときこ                | -                 | 炎・月 | アイドルマスター シンデレラガールズ | 2021年1月21日 （初期実装） |
| 渋谷凛                | しぶや りん                    | 福原綾香          | 空・風 | アイドルマスター シンデレラガールズ | 2021年1月21日 （初期実装） |
| 島村卯月              | しまむら うづき                | 大橋彩香          | 月・夢 | アイドルマスター シンデレラガールズ | 2021年1月21日 （初期実装） |
| 城ヶ崎美嘉            | じょうがさき みか              | 佳村はるか        | 虹・愛 | アイドルマスター シンデレラガールズ | 2021年1月21日 （初期実装） |
| 城ヶ崎莉嘉            | じょうがさき りか              | 山本希望          | 炎・星 | アイドルマスター シンデレラガールズ | 2021年1月21日 （初期実装） |
| 高峯のあ              | たかみね のあ                  | -                 | 星・海 | アイドルマスター シンデレラガールズ | 2021年1月21日 （初期実装） |
| 土屋亜子              | つちや あこ                    | -                 | 夢・星 | アイドルマスター シンデレラガールズ | 2021年1月21日 （初期実装） |
| 早坂美玲              | はやさか みれい                | 朝井彩加          | 雷・愛 | アイドルマスター シンデレラガールズ | 2021年1月21日 （初期実装） |
| 双葉杏                | ふたば あんず                  | 五十嵐裕美        | 夢・海 | アイドルマスター シンデレラガールズ | 2021年1月21日 （初期実装） |
| 星輝子                | ほし しょうこ                  | 松田颯水          | 星・闇 | アイドルマスター シンデレラガールズ | 2021年1月21日 （初期実装） |
| 本田未央              | ほんだ みお                    | 原紗友里          | 夢・光 | アイドルマスター シンデレラガールズ | 2021年1月21日 （初期実装） |
| 三船美優              | みふね みゆ                    | 原田彩楓          | 星・愛 | アイドルマスター シンデレラガールズ | 2021年1月21日 （初期実装） |
| 宮本フレデリカ        | みやもと フレデリカ            | 髙野麻美          | 虹・愛 | アイドルマスター シンデレラガールズ | 2021年1月21日 （初期実装） |
| 村松さくら            | むらまつ さくら                | -                 | 花・風 | アイドルマスター シンデレラガールズ | 2021年1月21日 （初期実装） |
| 森久保乃々            | もりくぼ のの                  | 高橋花林          | 花・月 | アイドルマスター シンデレラガールズ | 2021年1月21日 （初期実装） |
| 諸星きらり            | もろぼし きらり                | 松嵜麗            | 空・星 | アイドルマスター シンデレラガールズ | 2021年1月21日 （初期実装） |
| 若林智香              | わかばやし ともか              | -                 | 星・愛 | アイドルマスター シンデレラガールズ | 2021年1月21日 （初期実装） |
| 輿水幸子              | こしみず さちこ                | 竹達彩奈          | 雪・愛 | アイドルマスター シンデレラガールズ | 2021年2月4日               |
| 大槻唯                | おおつき ゆい                  | 山下七海          | 天・空 | アイドルマスター シンデレラガールズ | 2021年2月24日              |
| 南条光                | なんじょう ひかる              | 神谷早矢佳        | 天・光 | アイドルマスター シンデレラガールズ | 2021年3月4日               |
| 木村夏樹              | きむら なつき                  | 安野希世乃        | 炎・雷 | アイドルマスター シンデレラガールズ | 2021年3月11日              |
| 多田李衣菜            | ただ りいな                    | 青木瑠璃子        | 風・雷 | アイドルマスター シンデレラガールズ | 2021年3月11日              |
| 喜多日菜子            | きた ひなこ                    | 深川芹亜          | 天・夢 | アイドルマスター シンデレラガールズ | 2021年3月31日              |
| 高垣楓                | たかがき かえで                | 早見沙織          | 風・月 | アイドルマスター シンデレラガールズ | 2021年4月7日               |
| 向井拓海              | むかい たくみ                  | 原優子            | 炎・雷 | アイドルマスター シンデレラガールズ | 2021年4月28日              |
| 櫻井桃華              | さくらい ももか                | 照井春佳          | 花・愛 | アイドルマスター シンデレラガールズ | 2021年5月6日               |
| 佐久間まゆ            | さくま まゆ                    | 牧野由依          | 夢・愛 | アイドルマスター シンデレラガールズ | 2021年6月6日               |
| 白坂小梅              | しらさか こうめ                | 桜咲千依          | 雪・闇 | アイドルマスター シンデレラガールズ | 2021年6月6日               |
| 小早川紗枝            | こばやかわ さえ                | 立花理香          | 花・風 | アイドルマスター シンデレラガールズ | 2021年7月1日               |
| 安部菜々              | あべ なな                      | 三宅麻理恵        | 月・星 | アイドルマスター シンデレラガールズ | 2021年7月13日              |
| 神崎蘭子              | かんざき らんこ                | 内田真礼          | 光・闇 | アイドルマスター シンデレラガールズ | 2021年7月31日              |
| 二宮飛鳥              | にのみや あすか                | 青木志貴          | 空・闇 | アイドルマスター シンデレラガールズ | 2021年7月31日              |
| 水本ゆかり            | みずもと ゆかり                | 藤田茜            | 花・光 | アイドルマスター シンデレラガールズ | 2021年8月9日               |
| 結城晴                | ゆうき はる                    | 小市眞琴          | 風・天 | アイドルマスター シンデレラガールズ | 2021年9月1日               |
| 大和亜季              | やまと あき                    | 村中知            | 炎・天 | アイドルマスター シンデレラガールズ | 2021年9月9日               |
| ケイト                | -                              | -                 | 星・海 | アイドルマスター シンデレラガールズ | 2021年10月1日              |
| 五十嵐響子            | いがらし きょうこ              | 種﨑敦美          | 光・愛 | アイドルマスター シンデレラガールズ | 2021年10月9日              |
| 三村かな子            | みむら かなこ                  | 大坪由佳          | 花・愛 | アイドルマスター シンデレラガールズ | 2021年11月1日              |
| 桐野アヤ              | きりの あや                    | -                 | 空・炎 | アイドルマスター シンデレラガールズ | 2021年11月10日             |
| 三好紗南              | みよし さな                    | -                 | 虹・雷 | アイドルマスター シンデレラガールズ | 2021年11月30日             |
| イヴ・サンタクロース  | -                              | -                 | 雪・夢 | アイドルマスター シンデレラガールズ | 2021年12月24日             |
| 鷹富士茄子            | たかふじ かこ                  | 森下来奈          | 天・夢 | アイドルマスター シンデレラガールズ | 2021年12月24日             |
| 望月聖                | もちづき ひじり                | -                 | 雪・光 | アイドルマスター シンデレラガールズ | 2021年12月24日             |
| 前川みく              | まえかわ みく                  | 高森奈津美        | 月・愛 | アイドルマスター シンデレラガールズ | 2021年12月31日             |
| 川島瑞樹              | かわしま みずき                | 東山奈央          | 夢・海 | アイドルマスター シンデレラガールズ | 2022年1月10日              |
| 佐藤心                | さとう しん                    | 花守ゆみり        | 光・愛 | アイドルマスター シンデレラガールズ | 2022年1月10日              |
| 海老原菜帆            | えびはら なほ                  | -                 | 花・天 | アイドルマスター シンデレラガールズ | 2022年1月17日              |
| 黒川千秋              | くろかわ ちあき                | -                 | 月・闇 | アイドルマスター シンデレラガールズ | 2022年1月17日              |
| 原田美世              | はらだ みよ                    | -                 | 炎・雷 | アイドルマスター シンデレラガールズ | 2022年1月17日              |
| 北条加蓮              | ほうじょう かれん              | 渕上舞            | 雪・光 | アイドルマスター シンデレラガールズ | 2022年1月17日              |
| 赤城みりあ            | あかぎ みりあ                  | 黒沢ともよ        | 夢・光 | アイドルマスター シンデレラガールズ | 2022年1月21日              |
| ヘレン                | -                              | -                 | 炎・海 | アイドルマスター シンデレラガールズ | 2022年1月21日              |
| 今井加奈              | いまい かな                    | -                 | 花・星 | アイドルマスター シンデレラガールズ | 2022年1月25日              |
| 橘ありす              | たちばな ありす                | 佐藤亜美菜        | 雪・月 | アイドルマスター シンデレラガールズ | 2022年2月1日               |
| 氏家むつみ            | うじいえ むつみ                | -                 | 空・虹 | アイドルマスター シンデレラガールズ | 2022年2月22日              |
| 奥山沙織              | おくやま さおり                | -                 | 花・風 | アイドルマスター シンデレラガールズ | 2022年2月22日              |
| 鷺沢文香              | さぎさわ ふみか                | M・A・O           | 風・星 | アイドルマスター シンデレラガールズ | 2022年2月22日              |
| 速水奏                | はやみ かなで                  | 飯田友子          | 月・闇 | アイドルマスター シンデレラガールズ | 2022年3月1日               |
| 松永涼                | まつなが りょう                | 千菅春香          | 炎・雷 | アイドルマスター シンデレラガールズ | 2022年3月1日               |
| 大原みちる            | おおはら みちる                | -                 | 天・愛 | アイドルマスター シンデレラガールズ | 2022年3月14日              |
| 椎名法子              | しいな のりこ                  | 都丸ちよ          | 光・愛 | アイドルマスター シンデレラガールズ | 2022年3月14日              |
| 姫川友紀              | ひめかわ ゆき                  | 杜野まこ          | 天・星 | アイドルマスター シンデレラガールズ | 2022年4月1日               |
| 丹羽仁美              | にわ ひとみ                    | -                 | 花・炎 | アイドルマスター シンデレラガールズ | 2022年4月14日              |
| 脇山珠美              | わきやま たまみ                | 嘉山未紗          | 風・雷 | アイドルマスター シンデレラガールズ | 2022年4月14日              |
| 浜口あやめ            | はまぐち あやめ                | 田澤茉純          | 月・闇 | アイドルマスター シンデレラガールズ | 2022年4月14日              |
| 伊吹翼                | いぶき つばさ                  | Machico           | 光・星 | アイドルマスター ミリオンライブ！   | 2021年1月21日 （初期実装） |
| エミリー スチュアート | -                              | 郁原ゆう          | 花・風 | アイドルマスター ミリオンライブ！   | 2021年1月21日 （初期実装） |
| 春日未来              | かすが みらい                  | 山崎はるか        | 花・夢 | アイドルマスター ミリオンライブ！   | 2021年1月21日 （初期実装） |
| 北沢志保              | きたざわ しほ                  | 雨宮天            | 月・天 | アイドルマスター ミリオンライブ！   | 2021年1月21日 （初期実装） |
| 島原エレナ            | しまばら エレナ                | 角元明日香        | 炎・星 | アイドルマスター ミリオンライブ！   | 2021年1月21日 （初期実装） |
| 白石紬                | しらいし つむぎ                | 南早紀            | 風・雪 | アイドルマスター ミリオンライブ！   | 2021年1月21日 （初期実装） |
| 徳川まつり            | とくがわ まつり                | 諏訪彩花          | 月・夢 | アイドルマスター ミリオンライブ！   | 2021年1月21日 （初期実装） |
| 中谷育                | なかたに いく                  | 原嶋あかり        | 虹・光 | アイドルマスター ミリオンライブ！   | 2021年1月21日 （初期実装） |
| 七尾百合子            | ななお ゆりこ                  | 伊藤美来          | 月・光 | アイドルマスター ミリオンライブ！   | 2021年1月21日 （初期実装） |
| 真壁瑞希              | まかべ みずき                  | 阿部里果          | 風・愛 | アイドルマスター ミリオンライブ！   | 2021年1月21日 （初期実装） |
| 松田亜利沙            | まつだ ありさ                  | 村川梨衣          | 天・夢 | アイドルマスター ミリオンライブ！   | 2021年1月21日 （初期実装） |
| 宮尾美也              | みやお みや                    | 桐谷蝶々          | 雪・愛 | アイドルマスター ミリオンライブ！   | 2021年1月21日 （初期実装） |
| 最上静香              | もがみ しずか                  | 田所あずさ        | 天・虹 | アイドルマスター ミリオンライブ！   | 2021年1月21日 （初期実装） |
| 所恵美                | ところ めぐみ                  | 藤井ゆきよ        | 炎・愛 | アイドルマスター ミリオンライブ！   | 2021年2月24日              |
| 大神環                | おおがみ たまき                | 稲川英里          | 炎・虹 | アイドルマスター ミリオンライブ！   | 2021年3月4日               |
| ジュリア              | -                              | 愛美              | 空・雷 | アイドルマスター ミリオンライブ！   | 2021年3月11日              |
| 馬場このみ            | ばば このみ                    | 高橋ミナミ        | 海・愛 | アイドルマスター ミリオンライブ！   | 2021年4月7日               |
| 箱崎星梨花            | はこざき せりか                | 麻倉もも          | 花・夢 | アイドルマスター ミリオンライブ！   | 2021年5月6日               |
| 舞浜歩                | まいはま あゆむ                | 戸田めぐみ        | 風・光 | アイドルマスター ミリオンライブ！   | 2021年5月28日              |
| 桜守歌織              | さくらもり かおり              | 香里有佐          | 花・空 | アイドルマスター ミリオンライブ！   | 2021年8月9日               |
| 高坂海美              | こうさか うみ                  | 上田麗奈          | 炎・海 | アイドルマスター ミリオンライブ！   | 2021年9月9日               |
| ロコ                  | -                              | 中村温姫          | 虹・雷 | アイドルマスター ミリオンライブ！   | 2021年10月1日              |
| 佐竹美奈子            | さたけ みなこ                  | 大関英里          | 炎・天 | アイドルマスター ミリオンライブ！   | 2021年10月9日              |
| 福田のり子            | ふくだ のりこ                  | 浜崎奈々          | 炎・雷 | アイドルマスター ミリオンライブ！   | 2021年11月10日             |
| 望月杏奈              | もちづき あんな                | 夏川椎菜          | 月・雷 | アイドルマスター ミリオンライブ！   | 2021年11月30日             |
| 野々原茜              | ののはら あかね                | 小笠原早紀        | 風・天 | アイドルマスター ミリオンライブ！   | 2021年12月31日             |
| 百瀬莉緒              | ももせ りお                    | 山口立花子        | 風・愛 | アイドルマスター ミリオンライブ！   | 2022年1月10日              |
| 二階堂千鶴            | にかいどう ちづる              | 野村香菜子        | 月・天 | アイドルマスター ミリオンライブ！   | 2022年1月25日              |
| 周防桃子              | すおう ももこ                  | 渡部恵子          | 空・夢 | アイドルマスター ミリオンライブ！   | 2022年2月1日               |
| 永吉昴                | ながよし すばる                | 斉藤佑圭          | 空・天 | アイドルマスター ミリオンライブ！   | 2022年4月1日               |
| 秋月涼                | あきづき りょう                | 三瓶由布子        | 空・夢 | アイドルマスター SideM              | 2021年1月21日 （初期実装） |
| 握野英雄              | あくの ひでお                  | 熊谷健太郎        | 夢・愛 | アイドルマスター SideM              | 2021年1月21日 （初期実装） |
| 天ヶ瀬冬馬            | あまがせ とうま                | 寺島拓篤          | 雪・天 | アイドルマスター SideM              | 2021年1月21日 （初期実装） |
| 伊集院北斗            | いじゅういん ほくと            | 神原大地          | 月・天 | アイドルマスター SideM              | 2021年1月21日 （初期実装） |
| 岡村直央              | おかむら なお                  | 矢野奨吾          | 花・虹 | アイドルマスター SideM              | 2021年1月21日 （初期実装） |
| 神楽麗                | かぐら れい                    | 永野由祐          | 光・海 | アイドルマスター SideM              | 2021年1月21日 （初期実装） |
| 柏木翼                | かしわぎ つばさ                | 八代拓            | 空・星 | アイドルマスター SideM              | 2021年1月21日 （初期実装） |
| 兜大吾                | かぶと だいご                  | 浦尾岳大          | 空・雪 | アイドルマスター SideM              | 2021年1月21日 （初期実装） |
| 北村想楽              | きたむら そら                  | 汐谷文康          | 空・闇 | アイドルマスター SideM              | 2021年1月21日 （初期実装） |
| 木村龍                | きむら りゅう                  | 濱健人            | 炎・愛 | アイドルマスター SideM              | 2021年1月21日 （初期実装） |
| 葛之葉雨彦            | くずのは あめひこ              | 笠間淳            | 星・闇 | アイドルマスター SideM              | 2021年1月21日 （初期実装） |
| 古論クリス            | ころん クリス                  | 駒田航            | 海・闇 | アイドルマスター SideM              | 2021年1月21日 （初期実装） |
| 桜庭薫                | さくらば かおる                | 内田雄馬          | 花・星 | アイドルマスター SideM              | 2021年1月21日 （初期実装） |
| 信玄誠司              | しんげん せいじ                | 増元拓也          | 天・愛 | アイドルマスター SideM              | 2021年1月21日 （初期実装） |
| 橘志狼                | たちばな しろう                | 古畑恵介          | 花・月 | アイドルマスター SideM              | 2021年1月21日 （初期実装） |
| 九十九一希            | つくも かずき                  | 比留間俊哉        | 空・海 | アイドルマスター SideM              | 2021年1月21日 （初期実装） |
| 都築圭                | つづき けい                    | 土岐隼一          | 夢・光 | アイドルマスター SideM              | 2021年1月21日 （初期実装） |
| 天道輝                | てんどう てる                  | 仲村宗悟          | 天・星 | アイドルマスター SideM              | 2021年1月21日 （初期実装） |
| 姫野かのん            | ひめの かのん                  | 村瀬歩            | 花・愛 | アイドルマスター SideM              | 2021年1月21日 （初期実装） |
| 御手洗翔太            | みたらい しょうた              | 松岡禎丞          | 風・天 | アイドルマスター SideM              | 2021年1月21日 （初期実装） |
| 水嶋咲                | みずしま さき                  | 小林大紀          | 雪・星 | アイドルマスター SideM              | 2021年2月4日               |
| 伊瀬谷四季            | いせや しき                    | 野上翔            | 虹・雷 | アイドルマスター SideM              | 2021年2月24日              |
| ピエール              | -                              | 堀江瞬            | 夢・光 | アイドルマスター SideM              | 2021年3月31日              |
| 山下次郎              | やました じろう                | 中島ヨシキ        | 炎・虹 | アイドルマスター SideM              | 2021年4月7日               |
| 紅井朱雀              | あかい すざく                  | 益山武明          | 炎・風 | アイドルマスター SideM              | 2021年4月28日              |
| 黒野玄武              | くろの げんぶ                  | 深町寿成          | 炎・雪 | アイドルマスター SideM              | 2021年4月28日              |
| 牙崎漣                | きざき れん                    | 小松昌平          | 風・海 | アイドルマスター SideM              | 2021年5月28日              |
| 華村翔真              | はなむら しょうま              | バレッタ裕        | 月・星 | アイドルマスター SideM              | 2021年7月1日               |
| 渡辺みのり            | わたなべ みのり                | 高塚智人          | 花・夢 | アイドルマスター SideM              | 2021年7月13日              |
| アスラン＝BB II世     | アスラン ベルゼビュート にせい | 古川慎            | 雪・闇 | アイドルマスター SideM              | 2021年7月31日              |
| 冬美旬                | ふゆみ じゅん                  | 永塚拓馬          | 雪・雷 | アイドルマスター SideM              | 2021年8月9日               |
| 蒼井享介              | あおい きょうすけ              | 山谷祥生          | 風・雪 | アイドルマスター SideM              | 2021年9月1日               |
| 蒼井悠介              | あおい ゆうすけ                | 菊池勇成          | 風・愛 | アイドルマスター SideM              | 2021年9月1日               |
| 舞田類                | まいた るい                    | 榎木淳弥          | 空・虹 | アイドルマスター SideM              | 2021年10月1日              |
| 卯月巻緒              | うづき まきお                  | 児玉卓也          | 雪・天 | アイドルマスター SideM              | 2021年11月1日              |
| 大河タケル            | たいが タケル                  | 寺島惇太          | 空・海 | アイドルマスター SideM              | 2021年11月10日             |
| 鷹城恭二              | たかじょう きょうじ            | 梅原裕一郎        | 空・夢 | アイドルマスター SideM              | 2021年11月30日             |
| 猫柳キリオ            | ねこやなぎ キリオ              | 山下大輝          | 風・月 | アイドルマスター SideM              | 2021年12月31日             |
| 円城寺道流            | えんじょうじ みちる            | 濱野大輝          | 炎・海 | アイドルマスター SideM              | 2022年1月21日              |
| 若里春名              | わかざと はるな                | 白井悠介          | 夢・雷 | アイドルマスター SideM              | 2022年3月14日              |
| 秋山隼人              | あきやま はやと                | 千葉翔也          | 風・雷 | アイドルマスター SideM              | 2022年4月1日               |
| 大崎甘奈              | おおさき あまな                | 黒木ほの香        | 花・光 | アイドルマスター シャイニーカラーズ | 2021年1月21日 （初期実装） |
| 大崎甜花              | おおさき てんか                | 前川涼子          | 花・夢 | アイドルマスター シャイニーカラーズ | 2021年1月21日 （初期実装） |
| 風野灯織              | かざの ひおり                  | 近藤玲奈          | 風・星 | アイドルマスター シャイニーカラーズ | 2021年1月21日 （初期実装） |
| 桑山千雪              | くわやま ちゆき                | 芝崎典子          | 花・雪 | アイドルマスター シャイニーカラーズ | 2021年1月21日 （初期実装） |
| 櫻木真乃              | さくらぎ まの                  | 関根瞳            | 花・星 | アイドルマスター シャイニーカラーズ | 2021年1月21日 （初期実装） |
| 八宮めぐる            | はちみや めぐる                | 峯田茉優          | 天・星 | アイドルマスター シャイニーカラーズ | 2021年1月21日 （初期実装） |
| 黛冬優子              | まゆずみ ふゆこ                | 幸村恵理          | 光・闇 | アイドルマスター シャイニーカラーズ | 2021年2月4日               |
| 小宮果穂              | こみや かほ                    | 河野ひより        | 風・虹 | アイドルマスター シャイニーカラーズ | 2021年3月4日               |
| 白瀬咲耶              | しらせ さくや                  | 八巻アンナ        | 雪・闇 | アイドルマスター シャイニーカラーズ | 2021年3月31日              |
| 芹沢あさひ            | せりざわ あさひ                | 田中有紀          | 雪・光 | アイドルマスター シャイニーカラーズ | 2021年5月28日              |
| 幽谷霧子              | ゆうこく きりこ                | 結名美月          | 空・闇 | アイドルマスター シャイニーカラーズ | 2021年6月6日               |
| 杜野凛世              | もりの りんぜ                  | 丸岡和佳奈        | 月・虹 | アイドルマスター シャイニーカラーズ | 2021年7月1日               |
| 三峰結華              | みつみね ゆいか                | 成海瑠奈→希水しお | 虹・闇 | アイドルマスター シャイニーカラーズ | 2021年7月13日              |
| 有栖川夏葉            | ありすがわ なつは              | 涼本あきほ        | 炎・虹 | アイドルマスター シャイニーカラーズ | 2021年9月9日               |
| 月岡恋鐘              | つきおか こがね                | 礒部花凜          | 月・闇 | アイドルマスター シャイニーカラーズ | 2021年10月9日              |
| 園田智代子            | そのだ ちよこ                  | 白石晴香          | 夢・虹 | アイドルマスター シャイニーカラーズ | 2021年11月1日              |
| 西城樹里              | さいじょう じゅり              | 永井真里子        | 虹・雷 | アイドルマスター シャイニーカラーズ | 2022年1月25日              |
| 福丸小糸              | ふくまる こいと                | 田嶌紗蘭          | 虹・海 | アイドルマスター シャイニーカラーズ | 2022年2月1日               |
| 浅倉透                | あさくら とおる                | 和久井優          | 風・海 | アイドルマスター シャイニーカラーズ | 2022年3月1日               |

事務員
ゲーム内のナビゲーションを行うキャラクター。自由に変更ができる。
- 音無小鳥（おとなしことり / 声 - 滝田樹里 / アイドルマスター）
- 千川ちひろ（せんかわ ちひろ / 声 - 佐藤利奈 / アイドルマスター シンデレラガールズ)
- 青羽美咲（あおば みさき / 声 - 安済知佳 / アイドルマスター ミリオンライブ!）
- 山村賢（やまむら けん / 声 - 河西健吾 / アイドルマスター SideM）
- 七草はづき（ななくさ はづき / 声 - 山村響 / アイドルマスター シャイニーカラーズ）

## ネット配信
不定期でニコニコ生放送とYouTube Liveにおいて、キャストやスタッフが出演する番組が配信されており、ゲームの新情報や様々な企画などが行われる。なお、以下の出演者には声優のみを記す。
「アイドルマスター」シリーズ新作アプリゲーム『ポップリンクス』発表会
2020年11月8日配信。出演は中村繪里子（天海春香役）、三宅麻理恵（安部菜々役）、稲川英里（大神環役）、高塚智人（渡辺みのり役）、峯田茉優（八宮めぐる役）。
ポプマス生配信 ～新情報もりだくさんSP～
2020年12月15日配信。出演は中村繪里子、三宅麻理恵、稲川英里、高塚智人、峯田茉優。
ポプマス生配信　～ブランド対抗！ポプマス大会SP～
2021年1月24日配信。出演は中村繪里子、平田宏美（菊地真役）、三宅麻理恵、山本希望（城ヶ崎莉嘉役）、稲川英里、高塚智人、熊谷健太郎（握野英雄役）、峯田茉優、黒木ほの香（大崎甘奈役）。
ポプマス生配信 特別版！　～みんなでPOPLINKS TUNE!!!!! SP～
2021年2月7日配信。出演は中村繪里子、大橋彩香（島村卯月役）、山崎はるか（春日未来役）、仲村宗悟（天道輝役）、関根瞳（櫻木真乃役）。
ポプマス生配信　～祝！ハーフアニバーサリーSP～
2021年7月10日配信。出演は赤羽根健治（アニメTHE IDOLM@STER・プロデューサー役）、中村繪里子、若林直美（秋月律子役）、三宅麻理恵、原紗友里（本田未央役）、稲川英里、Machico（伊吹翼役）、高塚智人、土岐隼一（都築圭役）、峯田茉優、成海瑠奈（三峰結華役）。
ポプマス1周年記念直前！～本気のポプマス大会SP～
2022年1月14日配信。出演は中村繪里子、赤羽根健治、三宅麻理恵、大坪由佳（三村かな子役）、稲川英里、小笠原早紀（野々原茜役）、仲村宗悟、浦尾岳大（兜大吾役）、関根瞳、八巻アンナ（白瀬咲耶役）。

## プロモーション

### ポプマス動画
アイドルマスターの公式YouTubeチャンネルである「アイドルマスターチャンネル」にて配信されている動画。本作の最新情報やゲーム紹介などが不定期で配信される。
本作のPRのため、アイドルマスターシリーズ5作品に出演している声優から各1名が「ポプマス宣伝大使」として選出され、生配信番組やCMなどにも出演している。

#### ポプマス宣伝大使
- 中村繪里子（『アイドルマスター』天海春香役）
- 三宅麻理恵（『アイドルマスター シンデレラガールズ』安部菜々役）
- 稲川英里（『アイドルマスター ミリオンライブ!』大神環役）
- 高塚智人（『アイドルマスター SideM』渡辺みのり役）
- 峯田茉優（『アイドルマスター シャイニーカラーズ』八宮めぐる役）

### テレビCM
「一息プロデュース」篇
2021年2月8日から放送開始。上記のポプマス宣伝大使の5人とアイドルマスター総合プロデューサーである坂上陽三が顔出しで出演。
ナレーションとサウンドロゴは天海春香（中村繪里子）、島村卯月（大橋彩香）、春日未来（山崎はるか）、天道輝（仲村宗悟）、櫻木真乃（関根瞳）が担当。すきま時間にサクッとプレイできることをアピールしている。

## 漫画
ポプマスまんが
2020年12月より、ゲームに先行する形で公式Twitterにて掲載される4コマ漫画。作者はさんねこ。
12月15日に第0話が掲載され、以降不定期に投稿。サービス終了日の2022年7月21日に最終回となった。
イベント報酬としてゲーム内でしか見ることのできない4コマ漫画もある。

## 書籍
アイドルマスター ポップリンクス　公式コンプリートブック
サービス終了後に発売されることが発表された。ゲームに実装されなかった144名のアイドルの書き下ろしイラストなどが収録される。

## CD
THE IDOLM@STER POPLINKS POPLINKS TUNE!!!!!
本作のテーマ曲「POPLINKS TUNE!!!!!」を収録したシングルCD。2021年7月28日発売。販売レーベルはASOBINOTES。
収録曲
1. POPLINKS TUNE!!!!!
歌：天海春香・島村卯月・春日未来・天道輝・櫻木真乃
作詞・作曲・編曲：BNSI (ミフメイ)
2. POP LINKS TUNE!!!!! 天海春香ソロ・リミックス
歌：天海春香
3. POP LINKS TUNE!!!!! 島村卯月ソロ・リミックス
歌：島村卯月
4. POP LINKS TUNE!!!!! 春日未来ソロ・リミックス
歌：春日未来
5. POP LINKS TUNE!!!!! 天道輝ソロ・リミックス
歌：天道輝
6. POP LINKS TUNE!!!!! 櫻木真乃ソロ・リミックス
歌：櫻木真乃
7. POP LINKS TUNE!!!!! オリジナル・カラオケ